# Blur: The Best Of
Blur: The Best Of è una compilation celebrativa dei 10 anni del gruppo musicale britannico dei Blur, pubblicata nel 2000.

## Il disco
L'album è stato pubblicato nell'ottobre 2000 dall'etichetta Food Records. Si tratta dell'ultimo disco pubblicato per questa label dal gruppo. Inoltre il disco è stato diffuso in diversi formati: CD, audiocassetta, MiniDisc, doppio 12" in vinile, DVD e VHS. 
La versione CD contiene 17 dei 23 singoli del gruppo britannico più la canzone Music Is My Radar, un'edizione limitata inoltre ha un CD aggiuntivo con 10 tracce live. Le versioni in DVD e VHS contengono i video musicali dei primi 22 singoli dei Blur.

## Copertina
La copertina del disco, realizzata dall'artista Julian Opie, ricorda quella dell'album Hot Space dei Queen. Essa è esposta al National Portrait Gallery (Londra).

## Tracce

### CD 1
Tutte le canzoni sono state scritte da Damon Albarn, Graham Coxon, Alex James e Dave Rowntree.
1. Beetlebum (da Blur) – 5:05
2. Song 2 (da Blur) – 2:02
3. There's No Other Way (da Leisure) – 3:14
4. The Universal (da The Great Escape) – 4:00
5. Coffee & TV (Edit) (da 13) – 5:18
6. Parklife (da Parklife) – 3:07
7. End of a Century (da Parklife) – 2:47
8. No Distance Left to Run (da 13) – 3:26
9. Tender (da 13) – 7:41
10. Girls & Boys (Edit) (da Parklife) – 4:18
11. Charmless Man (da The Great Escape) – 3:33
12. She's So High (Edit) (da Leisure) – 3:49
13. Country House (da The Great Escape) – 3:57
14. To the End (Edit) (da Parklife) – 3:51
15. On Your Own (da Blur) – 4:27
16. This Is a Low (da Parklife) – 5:02
17. For Tomorrow (da Modern Life Is Rubbish) – 6:02
18. Music Is My Radar – 5:29

### CD 2 (Edizione limitata)
Registrato alla Wembley Arena l'11 dicembre 1999.
1. She's So High – 5:24
2. Girls & Boys – 4:21
3. To The End – 4:08
4. End of a Century – 3:00
5. Stereotypes – 3:27
6. Charmless Man – 3:31
7. Beetlebum – 6:09
8. M.O.R. – 3:09
9. Tender – 6:20
10. No Distance Left to Run – 4:09

## Formazione
- Damon Albarn - voce, tastiere, chitarra
- Graham Coxon - chitarra, voce
- Alex James - basso
- Dave Rowntree - batteria

## Classifiche
| Classifica (2000) | Posizione massima |
| ----------------- | ----------------- |
| Australia         | 23                |
| Austria           | 25                |
| Belgio (Fiandre)  | 29                |
| Canada            | 14                |
| Danimarca         | 29                |
| Europa            | 9                 |
| Germania          | 35                |
| Giappone          | 20                |
| Irlanda           | 3                 |
| Italia            | 15                |
| Norvegia          | 13                |
| Nuova Zelanda     | 6                 |
| Regno Unito       | 3                 |
| Stati Uniti       | 186               |
| Svezia            | 22                |
| Svizzera          | 31                |